# 二氯乙酰胺
二氯乙酰胺是一种有机氯化合物，化学式C2H3Cl2NO，是乙酰胺的2个氢原子被氯取代的产物，有许多衍生物能用作抗寄生虫药和杀虫剂。使用氯胺消毒水质不好的水可能会生成二氯乙酰胺。